# Mario vs. Donkey Kong: Tipping Stars
Mario vs. Donkey Kong: Tipping Stars ("Mario contra Donkey Kong: Donant estrelles"), anomenat al Japó Mario contra Donkey Kong: Tothom a Mini-Làndia (マリオ vs. ドンキ—コング: みんなでミニランド, Mario vs. Donkī Kongu: Minna de Mirando), és un títol de la saga Mario vs. Donkey Kong per a Wii U i Nintendo 3DS. Va ser anunciat per Nintendo a E³ 2014. Va sortir el 5 de març de 2015 a Amèrica del Nord, el 19 de març al Japó, el 20 a Europa i el 21 a Australàsia. Al Japó també està disponible en format de cartutx de joc.

## Jugabilitat
En tot joc de la sèrie Mario vs. Donkey Kong els jugadors guien a les versions Mini de certs personatges de la sèrie per etapes plenes de trampes. Aquesta vegada, es pot utilitzar la pantalla tàctil de la Wii U GamePad o de la Nintendo 3DS per crear rutes per als personatges, i també per crear nous escenaris que es poden compartir en xarxa social Miiverse i rebre puntuacions d'altres usuaris (al puntuar, s'aconsegueixen estampats -és el primer joc de Nintendo 3DS que disposa d'aquesta funció-). Aquestes etapes personalitzades es poden avaluar amb estrelles - d'un a cinc - per part d'altres usuaris, i com més estrelles s'aconsegueixin, més elements per a la creació dels nivells sortiran. Les versions Mini dels personatges Mario, Toad, Princesa Peach, Luigi, Donkey Kong, Pauline i Mario Daurat hi apareixen.
Els Mini Marios poden ser "propietat" d'un petit mico ("Cursed Mini Mario"), que aleshores aconsegueix un color morat i comença a caminar d'una manera desordenada, com si fos un zombi; aquest estat, el personatge també guanya una mena d'invulnerabilitat, com no pateixi deteriorament en caminar sobre les espines. Per desfer aquest efecte, ha d'utilitzar el "so" Mini Mario, el que li va causar a recollir els martells disponibles en cert punt de l'escenari d'atac i el seu company. En rebre l'atac, el Mini Mario "propietat" torna a la normalitat, i el jugador després pot conduir tant a l'etapa de sortida.

## Argument
Pauline ha estat segrestada per Donkey Kong i en Mario la va a rescatar juntament amb els Mini Marios. Al final, però, és que li tenien preparada una festa sorpresa.

## Actualitzacions
Versió 1.1.0 (llançada el 2 de setembre de 2015)
Segons la pàgina de Nintendo japonesa, l'actualització no porta realment cap canvi o addició al joc, sinó que serveix per corregir un problema específic relacionat amb l'enviament de nivells creats per usuuaris a la xarxa social Miiverse. Val ressaltar que aquesta actualització només ha sortit per a la versió Nintendo 3DS del joc, i no per a la versió de Wii U.

## Desenvolupament

El logotip general de la sèrie usat en l'anunci del videojoc.

Un joc de la mateixa saga s'ensenyava com una demo a la GDC 2014. Va ser desenvolupat amb Nintendo Web Framework per mostrar les seves capacitats. Igual que les altres entregues, l'objectiu de cada nivell és guiar al Mini Marios a la sortida, creant senders a través de la col·locació de plataformes i altres interaccions amb l'ajust realitzat a través del Wii U GamePad. El primer nivell es mostren les capacitats bàsiques del programa, però el segon té efectes d'il·luminació més complexos i animacions.
Un nou títol de la saga Mario vs. Donkey Kong va ser anunciat per Nintendo en el Nintendo Digital Event a E³ 2014 així com unes imatges i artwork i vídeos. El nou Mario vs. Donkey Kong per Wii U encara no té un títol específic, i es posarà en marxa l'any 2015. El lloc web europeu GameReactor va publicar un vídeo de jugabilitat.
El lloc Nintendo World Report va publicar un vídeo de jugabilitat de Mario vs. Donkey Kong (Wii U, 2015) al seu canal de YouTube el 27 de juny. Inicialment, se segueix la trajectòria d'un parell de Mini Marios través de l'etapa 1-1, que compta amb desafiaments simples, en què només es necessita per posar les bigues de manera que formin ponts a l'escenari i permetre que les joguines de corda accionades arribar a la porta arrodonida amb la lletra "M" simbolitza el final de la fase. La segona part del vídeo es va centrar en l'etapa d'1-8 al primer món, Rolling Hills, les coses comencen a complicar-se i el Mini Mario es torna zombie; nou element a la jugabilitat del joc.
Els jocs Mario vs. Donkey Kong (Wii U, 2015) i Mario Maker (Wii U, 2015) també poden sortir en format físic i digital mitjançant la Nintendo eShop. Això és el que suggereixen els anuncis de pre-venda d'aquests jocs publicats per la botiga britànica Game a la seva pàgina web; cada joc es pot adquirir per 44,99 £ (al voltant de 77 €). Nintendo encara no s'ha manifestat sobre aquest tema, però segurament seran llançats físicament i digitalment com ha passat en tots els jocs de 3DS i Wii U (excepte els exclusivament digitals).
En el Nintendo Direct del 14 de gener de 2015, es va anunciar que Mario vs. Donkey Kong: Tipping Stars (el nou títol del joc) sortirà el 5 de març de 2015 a Amèrica del Nord, el 19 de març al Japó, el 20 a Europa i el 21 a Australàsia tant per a Wii U com per a Nintendo 3DS. És el primer joc que ofereix el concepte de cross-buy, és a dir, si es compra la versió de Wii U s'obté un codi de descàrrega gratuït per adquirir la de Nintendo 3DS, i viceversa. Es fan disponibles codis de descàrrega per a ambdues versions en format físic al Japó i Europa. Ha sortit artwork i captures de pantalla.
En l'edició de l'11 de febrer de 2015, la revista Famitsu va explicar alguns detalls del joc.
La Nintendo japonesa publicà el 25 de febrer de 2015 un tràiler per a Mario vs. Donkey Kong: Tipping Stars, enfocat principalment al mode de compartiment de nivells. També es va fer públic aleshores el lloc web japonès.
El personal del lloc web GameXplain va publicar dos vídeos del joc el 28 de febrer: el primer mostra la pantalla del títol, i el segon mostra els primers 30 minuts de joc, que inclou els dos primers mons (Rolling Hills i Jumpy Jungle) i el mode Taller. També va publicar vídeos dels dos següents mons de Wii U i un nivell bonus de 3DS. La versió de 3DS ocupa 2100 blocs (=256 MB) mentre que la versió de Wii U ocupa 930 MB (0,93 GB).
El 5 de març, quan va sortir a Amèrica, es va publicar un vídeo de jugabilitat i un de tècnic comparant les dues versions. També es va inaugurar el lloc web nord-americà.
Segons el director de desenvolupament del videojoc, Stephen Mortimer, de la Nintendo Software Tecnology Corporation, en una entrevista a US Gamer, la interacció amb la xarxa social Miiverse torna més estimulant el compartiment de les creacions, ja que aquestes poden ser valorades per altres usuaris. A més d'això, el sistema de vots basat en estrelles permet als usuaris més creatius tenir accés a més eines de creació per elaborar nivells encara més complexos i interessants.
La Nintendo americana va publicar el 8 de març de 2015, amb motiu del llançament a la regió, un vídeo mostrant consells de Stephen Mortimer, director del joc, per elaborar nivells.
El 20 de març es va publicar un tràiler de llançament europeu.

## Recepció

### Crítica

#### Nintendo 3DS
La revista japonesa Famitsu va qualificar Mario vs. Donkey Kong: Tipping Stars amb un 33/40, basat en les crítiques 9, 8, 8 i 8.
Mario vs. Donkey Kong: Tipping Stars per a Nintendo 3DS ha rebut una crítica no molt bona, amb una mitjana de 71% a Metacritic i un 61,50% de GameRankings.
Amb la nota més alta a Metacritic, God is a Geek, amb un 9,0/10 és un magnífic joc de trencaclosques amb l'extra de ser compra creuada. Game Revolution, amb 4,5 estrelles de 5 (90%), diu: "Però bé, pel que estaven construint, Tipping Stars fa moltes coses bé." Amb un 8, Game Informer, diu que, mentre Tipping Stars podria utilitzar una mica més d'elements nous per refrescar les coses en general, els nivells continuen sent agradables però, i que sense minijocs estranys (com Mario vs. Donkey Kong: Minis on the Move (3DS eShop, 2013)) manté el focus on ha de ser, als trencaclosques. Amb un 7, Nintendo World Report considera Mario vs. Donkey Kong: Tipping Stars un joc decent. "Si bé és divertit planejar els seus moviments en els diversos trencaclosques, el joc comença de manera molt lenta i no es trenca res de nou." Amb un 65/100, GamingTrend no el considera un mal joc de trencaclosques i plataforma, però no ofereix res de nou.
Metro GameCentral, amb un 5/10, diu que és una entrada decebedorament familiar en la sèrie de trencaclosques de llarga durada, que ve a ser massa barata (en termes dels valors de producció, si no el preu), però no particularment alegre. Destructoid, amb un 5/10, argumenta: "Mai inculca un sentit de sorpresa o d'èxit, i que sovint se sent més com el treball que un joc. És un assumpte molt de pintura per números; per a un joc de trencaclosques en realitat no requereix molt pensar, només fent. És un joc que existeix, i això és tot el que cal dir sobre això."

#### Wii U
La revista japonesa Famitsu va qualificar Mario vs. Donkey Kong: Tipping Stars amb un 33/40, basat en les crítiques 9, 8, 8 i 8.
Mario vs. Donkey Kong: Tipping Stars per a Wii U ha rebut una crítica no molt bona, amb una mitjana de 69% a Metacritic i un 71,42% de GameRankings.
Amb 4,5 estrelles de 5, Attack of the Fanboy dona la nota més alta, dient que és l'opció perfecta de compra creuada (es compra una versió i es rep de franc l'altra) per als amants dels trencaclosques, aquesta vegada l'addició de noves mecàniques i la posada en comú de nivell online per crear prop d'infinites possibilitats. Amb 8 estrelles de 10, Nintendo Life diu que Mario vs Donkey Kong: Tipping Stars és un trencaclosques d'acció enormement agradable amb algunes idees i la mecànica realment fantàstics. "La característica d'ús compartit és sens dubte el major atractiu, i la possibilitat d'estar disponible el contingut fresc per als propers anys és enormement emocionant." Amb 4 estrelles de 5 (80%), GamesRadar+ assegura que, tot i tenir una fórmula senzilla i ésser lluny de revolucionari, "per realitzar moviments ràpids d'acció desconcertant, no hi ha molt millor. Mentre que l'elenc de minis robòtics podria ser sense cervell, el joc que protagonitzen és tot el contrari." Amb un 7,5 de 10, Nintendo Enthusiast diu que "ens assegura que aquesta sèrie encara és tan divertida i addictiva com sempre. El seu nou sistema en línia de retorn és original, i ofereix als jugadors un major incentiu per seguir construint.".
Amb un 7, FNintendo diu que l'editor de nivells és una excel·lent opció per afegir al joc i la compra creuada és un signe de benvinguda de Nintendo. Tot i això, matisa que es podria millorar, però, en mostrar més contingut original en comparació dels seus predecessors. Amb la mateixa nota, EGM diu que serveix per matar temps i que no és res més de les activitats extraescolars que duu a terme fins ara. Amb un 6,8, IGN diu que no aporta res de nou sobre la taula. Amb un 6,6, Digital Chumps diu que es tracta només del que es podria esperar d'un modern joc Mario vs. Donkey Kong: únic, diversió en ràfegues curtes i de baix cost, però no obstant això, cap cosa terriblement emocionant.
Amb la nota més baixa, un 5, GameSpot diu que, entre les seves presentacions mediocres i la falta total de context, sembla més una demostració de la tecnologia que un joc complet.

### Vendes
Mario vs. Donkey Kong: Tipping Stars va ser el cinquè videojoc més venut a la eShop de 3DS americana a la setmana del 2 al 9 de març de 2015 i el quart a la eShop de Wii U americana del 4 a l'11 de març. Va ser el segon més venut a la eShop de 3DS americana del 9 al 16 de març de 2015. La versió de 3DS va vendre 6.893 unitats del 16 al 22 de març, essent divuitè a la llista global, i la versió de Wii U va ser 35è.

### Màrqueting
És el primer joc que ofereix el concepte de cross-buy, és a dir, si es compra la versió de Wii U s'obté un codi de descàrrega gratuït per adquirir la de Nintendo 3DS, i viceversa.
En la 15a Japan Expo, que se celebra entre el 2 i el 6 de juliol de 2014 al Paris Nord Villeprinte Exhibition Centre de París, s'hi va poder provar el joc.
La Nintendo espanyola va publicar un anunci publicitari del joc.
El 19 de març de 2015 va sortir a Amèrica del Nord i al Japó, i un dia després a Europa, un tema basat en el joc per al menú HOME de Nintendo 3DS.
El joc apareix a un tràiler destacant les estrenes a la Nintendo eShop europea al març.
Per promoure el llançament digital de Vs. Excitebike a la eShop americana, Nintendo va promoure una sèrie d'esdeveniments entre el 24 i el 31 d'agost. Sortejant 5 dòlars per a la eShop el primer desafiament va involucrar Mario vs. Donkey Kong: Tipping Stars, i mitjançant una piulada o un missatge a Miiverse s'havia de dir a Nintendo quantes estrelles havia ofert l'usuari als nivells d'altres usuaris.